# Puollamoaivi
Puollamoaivi är en kulle i Finland. Den ligger i Utsjoki kommun i landskapet Lappland, i den norra delen av landet, 1 100 km norr om huvudstaden Helsingfors. Toppen på Puollamoaivi är 411 meter över havet.
Terrängen runt Puollamoaivi är kuperad västerut, men österut är den platt.  Trakten runt Puollamoaivi är nära nog obefolkad, med mindre än två invånare per kvadratkilometer. Närmaste större samhälle är Utsjoki by, 6,0 km norr om Puollamoaivi. Omgivningarna runt Puollamoaivi är i huvudsak ett öppet busklandskap.